# Kniahinin (gmina)
Kniahinin – dawna gmina wiejska w powiecie dubieńskim województwa wołyńskiego II Rzeczypospolitej. Siedzibą gminy był Kniahinin.

## Podział administracyjny
W 1936 roku liczba gromad wynosiła 24.

- Adamówka
- Babołoki[2]
- Bokujma
- Brzezina
- Czarna-Łoza
- Dąbrowa
- Demidówka
- Demidówka
- Dublany
- Ilpiboki
- Kalinówka
- Kniahinin
- Krasne
- Lisznia
- Ochmatków
- Paszczycha
- Perekale
- Polanówka
- Reszetyłówka
- Rudka
- Rudlew[3]
- Świszczów
- Wełnicze
- Wojnica